# Nuoto ai campionati europei di nuoto 2022
Le gare di nuoto ai Campionati europei di nuoto 2022 si sono svolte dall'11 al 17 agosto 2022, presso lo Stadio del Nuoto di Roma.

## Regolamento
In totale erano in programma 43 gare di nuoto, suddivise in 34 competizioni individuali e 9 staffette. Era prevista una fase eliminatoria a cui sono seguite le semifinali e la finale per l'assegnazione delle medaglie, ad eccezione dei 400m, 800m, 1500m stile libero e dei 400m misti che non prevedono lo svolgimento di alcuna semifinale. I migliori 16 classificati nelle batterie avevano accesso alle semifinali, le quali hanno determinato gli 8 atleti che hanno accesso alla finale. Nei casi in cui non era previsto lo svolgimento delle semifinali, sono state le eliminatorie a decretare direttamente gli 8 finalisti. Le eliminatorie si sono svolte al mattino, mentre nel pomeriggio le semifinali e la finale.

## Podi

### Uomini
| Evento | Oro | Tempo    | Argento                                                                                                   | Tempo    | Bronzo                                                                          | Tempo    |
| Stile libero | |          | |          |                                                                                 |          |
| 50 m (dettagli) | Benjamin Proud | 21"58    | Leonardo Deplano                                                                                          | 21"60    | Kristian Gkolomeev                                                              | 21"75    |
| 100 m (dettagli) | David Popovici | 46"86    | Kristóf Milák                                                                                             | 47"47    | Alessandro Miressi                                                              | 47"63    |
| 200 m (dettagli) | David Popovici | 1'42"97  | Antonio Djakovic                                                                                          | 1'45"60  | Felix Auböck                                                                    | 1'45"89  |
| 400 m (dettagli) | Lukas Märtens | 3'42"50  | Antonio Djakovic                                                                                          | 3'43"93  | Henning Mühlleitner                                                             | 3'44"53  |
| 800 m (dettagli) | Gregorio Paltrinieri | 7'40"86  | Lukas Märtens                                                                                             | 7'42"65  | Lorenzo Galossi                                                                 | 7'43"37  |
| 1500 m (dettagli) | Mychajlo Romančuk | 14'36"10 | Gregorio Paltrinieri                                                                                      | 14'39"79 | Damien Joly                                                                     | 14'50"86 |
| Dorso | |          | |          |                                                                                 |          |
| 50 m (dettagli) | Apostolos Christou | 24"36    | Thomas Ceccon                                                                                             | 24"40    | Ole Braunschweig                                                                | 24"68    |
| 100 m (dettagli) | Thomas Ceccon | 52"21    | Apostolos Christou                                                                                        | 52"24    | Yohann Ndoye-Brouard                                                            | 52"92    |
| 200 m (dettagli) | Yohann Ndoye-Brouard | 1'55"62  | Benedek Kovács                                                                                            | 1'56"03  | Luke Greenbank                                                                  | 1'56"15  |
| Rana | |          | |          |                                                                                 |          |
| 50 m (dettagli) | Nicolò Martinenghi | 26"33    | Simone Cerasuolo                                                                                          | 26"95    | Lucas Matzerath                                                                 | 27"11    |
| 100 m (dettagli) | Nicolò Martinenghi | 58''26   | Federico Poggio                                                                                           | 58''98   | Andrius Šidlauskas                                                              | 59''50   |
| 200 m (dettagli) | James Wilby | 2'08"96  | Matti Mattsson                                                                                            | 2'09"40  | Luca Pizzini                                                                    | 2'09"97  |
| Farfalla | |          | |          |                                                                                 |          |
| 50 m (dettagli) | Thomas Ceccon | 22''89   | Maxime Grousset                                                                                           | 22''97   | Diogo Ribeiro                                                                   | 23''07   |
| 100 m (dettagli) | Kristóf Milák | 50"33    | Noè Ponti                                                                                                 | 50"87    | Jakub Majerski                                                                  | 51"22    |
| 200 m (dettagli) | Kristóf Milák | 1'52"01  | Richárd Márton                                                                                            | 1'54"78  | Alberto Razzetti                                                                | 1'55"01  |
| Misti | |          | |          |                                                                                 |          |
| 200 m (dettagli) | Hubert Kós | 1'57"72  | Alberto Razzetti                                                                                          | 1'57"82  | Gabriel Lopes                                                                   | 1'58"34  |
| 400 m (dettagli) | Alberto Razzetti | 4'10"60  | Dávid Verrasztó                                                                                           | 4'12"58  | Pier Andrea Matteazzi                                                           | 4'13"29  |
| Staffette | |          | |          |                                                                                 |          |
| 4x100 m stile libero (dettagli) | Italia Alessandro Miressi Thomas Ceccon Lorenzo Zazzeri Manuel Frigo Alessandro Bori* Leonardo Deplano* Filippo Megli*                        | 3'10"50  | Ungheria Nándor Németh Szebasztián Szabó Dániel Mészáros Kristóf Milák                                    | 3'12"43  | Gran Bretagna Jacob Whittle Matthew Richards Thomas Dean Edward Mildred         | 3'12"70  |
| 4x200 m stile libero (dettagli) | Ungheria Nándor Németh Richard Marton Balasz Hollo Kristóf Milák Dániel Mészáros*                                                             | 7'05"38  | Italia Marco De Tullio Lorenzo Galossi Gabriele Detti Stefano Di Cola Matteo Ciampi* Filippo Megli*       | 7'06"25  | Francia Hadrien Salvan Wissam-Amazigh Yebba Enzo Tesic Roman Fuchs Mewen Tomac* | 7'06"97  |
| 4x100 m misti (dettagli) | Italia Thomas Ceccon Nicolò Martinenghi Matteo Rivolta Alessandro Miressi Michele Lamberti* Federico Poggio* Federico Burdisso* Manuel Frigo* | 3'28"46  | Francia Yohann Ndoye Brouard Antoine Viquerat Clément Secchi Maxime Grousset Mewen Tomac* Charles Rihoux* | 3'32"50  | Austria Bernhard Reitshammer Valentin Bayer Simon Bucher Heiko Gigler           | 3'33"28  |
| record mondiale; record mondiale stagionale; record europeo; record europeo stagionale; record dei campionati; record nazionale; record personale; record personale stagionale. | |          | |          |                                                                                 |          |

### Donne
| Evento | Oro                                                                                          | Tempo    | Argento                                                                                                 | Tempo    | Bronzo | Tempo    |
| Stile libero |                                                                                              |          | |          | |          |
| 50 m (dettagli) | Sarah Sjöström                                                                               | 23"91    | Katarzyna Wasick                                                                                        | 24"20    | Valerie van Roon                                                                                          | 24"64    |
| 100 m (dettagli) | Marrit Steenbergen                                                                           | 53''24   | Charlotte Bonnet                                                                                        | 53''62   | Freya Anderson                                                                                            | 53''63   |
| 200 m (dettagli) | Marrit Steenbergen                                                                           | 1'56"36  | Freya Anderson                                                                                          | 1'56"52  | Isabel Gose                                                                                               | 1'57"09  |
| 400 m (dettagli) | Isabel Gose                                                                                  | 4'04"13  | Simona Quadarella                                                                                       | 4'04"77  | Ajna Kesely                                                                                               | 4'08"00  |
| 800 m (dettagli) | Simona Quadarella                                                                            | 8'20''54 | Isabel Gose                                                                                             | 8'22''01 | Merve Tuncel                                                                                              | 8'24''33 |
| 1500 m (dettagli) | Simona Quadarella                                                                            | 15'54"15 | Viktória Mihályvári-Farkas                                                                              | 16'02"15 | Martina Rita Caramignoli                                                                                  | 16'12"39 |
| Dorso |                                                                                              |          | |          | |          |
| 50 m (dettagli) | Analia Pigrée                                                                                | 27"27    | Silvia Scalia                                                                                           | 27"53    | Maaike de Waard                                                                                           | 27"54    |
| 100 m (dettagli) | Margherita Panziera                                                                          | 59"40    | Medi Harris                                                                                             | 59"46    | Kira Toussaint                                                                                            | 59"53    |
| 200 m (dettagli) | Margherita Panziera                                                                          | 2'07''13 | Katie Shanahan                                                                                          | 2'09''26 | Dóra Molnár                                                                                               | 2'09''73 |
| Rana |                                                                                              |          | |          | |          |
| 50 m (dettagli) | Rūta Meilutytė                                                                               | 29"59    | Benedetta Pilato                                                                                        | 29"71    | Imogen Clark                                                                                              | 30"31    |
| 100 m (dettagli) | Benedetta Pilato                                                                             | 1'05"97  | Lisa Angiolini                                                                                          | 1'06"34  | Rūta Meilutytė                                                                                            | 1'06"50  |
| 200 m (dettagli) | Lisa Mamié                                                                                   | 2'23"27  | Martina Carraro                                                                                         | 2'23"64  | Kotryna Teterevkova                                                                                       | 2'24"16  |
| Farfalla |                                                                                              |          | |          | |          |
| 50 m (dettagli) | Sarah Sjöström                                                                               | 24"96    | Marie Wattel                                                                                            | 25"33    | Maaike de Waard                                                                                           | 25"62    |
| 100 m (dettagli) | Louise Hansson                                                                               | 56"66    | Marie Wattel                                                                                            | 56"80    | Lana Pudar                                                                                                | 57"27    |
| 200 m (dettagli) | Lana Pudar                                                                                   | 2'06''81 | Helena Rosendahl Bach                                                                                   | 2'07''30 | Ilaria Cusinato                                                                                           | 2'07''77 |
| Misti |                                                                                              |          | |          | |          |
| 200 m (dettagli) | Anastasia Gorbenko                                                                           | 2'10"92  | Marrit Steenbergen                                                                                      | 2'11"14  | Sara Franceschi                                                                                           | 2'11"38  |
| 400 m (dettagli) | Viktória Mihályvári-Farkas                                                                   | 4'37"56  | Zsuzsanna Jakabos                                                                                       | 4'39"79  | Freya Colbert                                                                                             | 4'40"06  |
| Staffette |                                                                                              |          | |          | |          |
| 4x100 m stile libero (dettagli) | Gran Bretagna Lucy Hope Anna Hopkin Medi Harris Freya Anderson                               | 3'36"47  | Svezia Sarah Sjöström Louise Hansson Sara Junevik Sofia Astedt                                          | 3'37"29  | Paesi Bassi Kim Busch Tessa Giele Valerie van Roon Marrit Steenbergen                                     | 3'37"59  |
| 4x200 m stile libero (dettagli) | Paesi Bassi Imani de Jong Silke Holkenborg Janna van Kooten Marrit Steenbergen Lotte Hosper* | 7'54"07  | Gran Bretagna Freya Colbert Lucy Hope Medi Harris Freya Anderson Tamryn van Selm* Holly Hibbott*        | 7'54"73  | Ungheria Nikolett Pádár Katinka Hosszú Ajna Kesely Lilla Minna Ábrahám Zsuzsanna Jakabos* Dóra Molnár*    | 7'55"73  |
| 4x100 m misti (dettagli) | Svezia Hanna Rosvall Sophie Hansson Louise Hansson Sarah Sjöström                            | 3'55"25  | Francia Pauline Mahieu Charlotte Bonnet Marie Wattel Béryl Gastaldello Emma Terebo* Adèle Blanchetière* | 3'56"36  | Paesi Bassi Kira Toussaint Tes Schouten Maaike de Waard Marrit Steenbergen Tessa Giele* Valerie van Roon* | 3'57"01  |
| record mondiale; record mondiale stagionale; record europeo; record europeo stagionale; record dei campionati; record nazionale; record personale; record personale stagionale. |                                                                                              |          | |          | |          |

### Mista
| Evento | Oro | Tempo   | Argento | Tempo   | Bronzo                                                                                             | Tempo   |
| Staffette | |         | |         | |         |
| 4x100 m stile libero (dettagli) | Francia Maxime Grousset Charles Rihoux Charlotte Bonnet Marie Wattel Hadrien Salvan* Lucile Tessariol* Béryl Gastaldello* | 3'22"80 | Gran Bretagna Thomas Dean Matthew Richards Anna Hopkin Freya Anderson Edward Mildred* Jacob Whittle* Lucy Hope*                               | 3'23"30 | Svezia Björn Seeliger Robin Hanson Sarah Sjöström Louise Hansson Sofia Åstedt*                     | 3'23"40 |
| 4x200 m stile libero (dettagli) | Gran Bretagna Thomas Dean Matthew Richards Freya Colbert Freya Anderson Kieran Bird* Jacob Whittle* Lucy Hope*            | 7'28"16 | Francia Hadrien Salvan Wissam-Amazigh Yebba Charlotte Bonnet Lucile Tessariol Roman Fuchs* Giulia Rossi-Bene*                                 | 7'29"25 | Italia Stefano Di Cola Matteo Ciampi Alice Mizzau Antonietta Cesarano Filippo Megli* Linda Caponi* | 7'31"85 |
| 4x100 m misti (dettagli) | Paesi Bassi Kira Toussaint Arno Kamminga Nyls Korstanje Marrit Steenbergen Tessa Giele*                                   | 3'41"73 | Italia Thomas Ceccon Nicolò Martinenghi Elena Di Liddo Silvia Di Pietro Michele Lamberti* Francesca Fangio* Ilaria Bianchi* Leonardo Deplano* | 3'43"61 | Gran Bretagna Medi Harris James Wilby Jacob Peters Anna Hopkin Lucy Hope* Greg Butler*             | 3'44"69 |
| record mondiale; record mondiale stagionale; record europeo; record europeo stagionale; record dei campionati; record nazionale; record personale; record personale stagionale. | |         | |         | |         |

## Medagliere
Nazione ospitante 
| Posiz. | Nazione              | Oro | Argento | Bronzo | Totale |
| ------ | -------------------- | --- | ------- | ------ | ------ |
| 1      | Italia               | 13  | 13      | 9      | 35     |
| 2      | Ungheria             | 5   | 7       | 3      | 15     |
| 3      | Gran Bretagna        | 4   | 5       | 6      | 15     |
| 4      | Paesi Bassi          | 4   | 1       | 6      | 11     |
| 5      | Svezia               | 4   | 1       | 1      | 6      |
| 6      | Francia              | 3   | 7       | 3      | 13     |
| 7      | Germania             | 2   | 2       | 4      | 8      |
| 8      | Romania              | 2   | 0       | 0      | 2      |
| 9      | Svizzera             | 1   | 3       | 0      | 4      |
| 10     | Grecia               | 1   | 1       | 1      | 3      |
| 11     | Lituania             | 1   | 0       | 3      | 4      |
| 12     | Bosnia ed Erzegovina | 1   | 0       | 1      | 2      |
| 13     | Ucraina              | 1   | 0       | 0      | 1      |
| 13     | Israele              | 1   | 0       | 0      | 1      |
| 15     | Polonia              | 0   | 1       | 1      | 2      |
| 16     | Finlandia            | 0   | 1       | 0      | 1      |
| 16     | Danimarca            | 0   | 1       | 0      | 1      |
| 18     | Austria              | 0   | 0       | 2      | 2      |
| 18     | Portogallo           | 0   | 0       | 2      | 2      |
| 20     | Turchia              | 0   | 0       | 1      | 1      |
| Totale | Totale               | 43  | 43      | 43     | 129    |